# Кемп, Уилл
Уильям «Уилл» Кемп (англ. William «Will» Kemp; род. 29 июня 1977 года, Хартфордшир, Англия, Великобритания) — английский актёр и танцор, наибольшую известность получивший благодаря роли директора Блейка Коллинса в фильме «Шаг вперёд 2: Улицы».

## Биография
Кемп родился в Хартфордшире в Англии. Его мать — бывшая модель Рози, а отец — Барри Кемп — графический дизайнер.

## Карьера
Учился в Королевской школе балета, в 17 лет был принят в группу «Adventures in Motion Pictures» (AMP). Выиграл главную роль в постановке «Лебединое озеро», шедшей на сцене Лондона и Бродвея с 1997 по 2000 год — в этой версии все роли исполнили актёры-мужчины. В 2002 году появился в клипе на песню «Stuff Like That», снятом Питером Линдбергом для рекламной кампании Gap под названием «For Every Generation». В 2004 году снялся в двух рекламных роликах вместе с Сарой Джессикой Паркер — «Color» и «Shine» для кампании «How Do You Share It». Отказался от контракта с компанией Джорджо Армани.
Дебютировал в качестве актёра в фильме «Ван Хельсинг» (2004 года) вместе с Хью Джекманом и Кейт Бекинсейл. В 2007 году сыграл на Вест-Энде коня Наггета и Молодого конюха в постановке «Экус» вместе с Дэниэлом Рэдклиффом — играя роль, он должен был носить тяжёлую маску с металлическими креплениями, а также актёра Рэдклиффа на своей спине. Также снялся в фильме «Шаг вперёд 2: Улицы», где сыграл Блейка Коллинса — старшего брата главного героя и директора Мэрилендской Школы Искусств (МШИ).
В 2012 году появился в нескольких эпизодах четвёртого сезона молодёжного сериала «90210: Новое поколение» в роли Митчелла Нэша — скандальной голливудской звезды, для которой Наоми Кларк устраивает мероприятия.

## Личная жизнь
Кэмп женат на Габи Джеймисон (англ. Gaby Jamieson) с 31 декабря 2002 года. У пары есть дочь Талия (англ. Thalie) 2005 года рождения и сын Индиго (англ. Indigo).

## Фильмография
| Год  | Название                               | Оригинальное название                     | Роль                | Примечание          |
| ---- | -------------------------------------- | ----------------------------------------- | ------------------- | ------------------- |
| 2004 | Охотники за разумом                    | Mindhunters                               | Рэйф Перри          |                     |
| 2004 | Ван Хельсинг                           | Van Helsing                               | Велкан Валериус     | Рыжий оборотень     |
| 2006 | Пинокио                                | Pinocchio                                 | Стомболли           | телевизионный фильм |
| 2007 | Мигель и Уиллиям                       | Miguel y William                          | Уиллиям Шекспир     |                     |
| 2008 | Шаг вперёд 2: Улицы                    | Step Up 2: The Streets                    | Блейк Коллинз       |                     |
| 2008 | Новые трюки                            | New Tricks                                | Джеймс Стоклэнд     | 1 эпизод            |
| 2009 | Нейлон                                 | Ny-Lon                                    | Майкл               | телевизионный фильм |
| 2009 | Заключенный                            | The Prisoner                              | 23-30, Вонкерс      | 2 эпизода           |
| 2010 | История солдата                        | The Soldier’s Tale                        | Рассказчик / Король | телевизионный фильм |
| 2010 | Грейс                                  | Grace                                     | Ники                | телевизионный фильм |
| 2011 | Кристофер и ему подобные               | Christopher & His Kind                    | Бобби Гилберт       | телевизионный фильм |
| 2011 | Петя и Волк                            | Prokofiev: Peter & The Wolf               | Дедушка             | выход на видео      |
| 2011 | Никита                                 | Nikita                                    | Найджел             | 1 эпизод            |
| 2012 | 90210: Новое поколение                 | 90210                                     | Митчелл Нэш         | 2 эпизода           |
| 2014 | Лепестки на ветру                      | Petals on the Wind                        | Julian Marquet      |                     |
| 2015 | Царь скорпионов 4: Утерянный трон      | The Scorpion King 4: Quest for Power      | Дрейзен             |                     |
| 2015 | Руководство подруг к разводу           | Girlfriends’ Guide to Divorce             | Скотт               | 15 эпизодов         |
| 2016 | Секреты Эмили Блэр                     | The Secrets of Emily Blair                | Уилльям             |                     |
| 2017 | Царство                                | Reign                                     | Лорд Дарнли         |                     |
| 2017 | Сламбер: Лабиринты сна                 | Slumber                                   | Том Арнольдс        |                     |
| 2019 | Роковой патруль                        | Doom Patrol                               | Менто               | 1 эпизод            |
| 2020 | Цепляясь за лёд                        | Spinning Out                              | Митч Сондерс        |                     |
| 2021 | На месте принцессы 3: Роман со звездой | The Princess Switch 3: Romancing the Star | Хантер              |                     |

## Работы в театре
| Год       | Название        | В оригинале                  | Роль                        | Примечание     |
| --------- | --------------- | ---------------------------- | --------------------------- | -------------- |
| 1996      | Лебединое озеро | Matthew Bourne’s Swan Lake   | Лебедь                      | главная партия |
| 2000−2001 | Водитель        | Matthew Bourne’s The Car Man | Анджело                     |                |
| 2007      | Экус            | Equus                        | Конь Наггет / Молодой конюх |                |